# 国道3号 (中央アフリカ)
国道3号（こくどう3ごう）は、中央アフリカ共和国の国道の一つ。

## 概要
首都バンギの北西方向に位置するボッサンベレを基点（バンギ-ボッサンベレ間は国道1号）とし、ヤロケ、ボッサンテレを経てカメルーン国境に至る国道。カメルーン側の道路は、中央アフリカの輸出入の75%が行われるドゥアラ港へ通じており、物流の要となる道路となっている。

## 改良工事の実施
ほぼ全線が未舗装路であり、熱帯地方特有の雨季には、路面のラテライトが泥濘化または水没して通行不能となる。このため1990年より日本の政府開発援助（無償資金協力）により舗装工事が進められている。